# Vincent de Moor
Vincent de Moor (* 1973 in Delft) ist ein niederländischer Trance-DJ und -Produzent. Er ist vor allem bekannt für seine Zusammenarbeit mit Ferry Corsten als Veracocha und seine Single Fly Away.

## Biographie
Vincent de Moor wurde in Delft geboren und begann 1993 Musik zu produzieren, damals noch als Fix To Fax. Unter diesem Pseudonym veröffentlichte er unter anderem die Songs „Enjoy Yourself“, „Do U Feel It“ und „Take Control“. Andere Veröffentlichungen zu Beginn seiner Karriere waren etwa „Het Vliegende Kunstgebit“ als Gmoork, „Chinese Juice“ und „Exotic Mind“ als Outline sowie „Voice In The Dark“, „Frame Of Pleasure“ und „Brazilia Carnavelas“ als Sidewalk.
Den Durchbruch erzielte er 1996 mit dem Song „Flowtation“, den er unter seinem Namen veröffentlichte. Im folgenden Jahr erreichte der Song in den UK-Single-Charts Platz 54. 1998 arbeitete Vincent mit Ernst Bijlsma und sie veröffentlichten zusammen „Don't Hurt Me“ (als Cache). Unter seinem eigenen Namen veröffentlichte er „Orion City“ sowie das gleichnamige Debütalbum. 
Seine erfolgreichste Produktion erzielte Vincent in Zusammenarbeit mit Ferry Corsten. Im Jahr 2000 veröffentlichten die beiden als Veracocha die Single „Carte Blanche“. Diese erreichte in den UK-Single-Charts Platz 22. Im gleichen Jahr erschien auch Vincents zweites Solo-Album Moor sowie die erste Veröffentlichung von „Fly Away“, das seine erfolgreichste Single wurde und im Jahr 2001 Platz 30 der UK-Single-Charts erreichte.
Im Jahr 2003 veröffentlichte Vincent die Produktionen „Crystal Clouds“ und „Nexus“ unter dem Pseudonym Questia. Im folgenden Jahr veröffentlichte er „Desdemonia“ als Raster und „Grooveslide“ und „Energy Reflect“ als Flashbang. Vincent de Moor hat auch einige erfolgreiche Remixes produziert. Seine bekanntesten Remixe sind „On The Run“ von De Bos, „Communication“ von Armin van Buuren sowie „Fly High“ von Ayumi Hamasaki.
Über Vincents Privatleben ist wenig bekannt, da er Interviews generell ablehnt.

## Diskografie

### Alben
- 1998: Orion City
- 2000: Moor

### Singles (Auswahl)
- 1996: Flowtation
- 1996: Systematic
- 1998: Orion City
- 1998: Shamu
- 1999: Between 2 Fires
- 2000: Eternity (Forever)
- 2000: Fly Away
- 2003: Crystal Clouds (als Questia)
- 2003: Nexus Asia (als Questia)
- 2004: Desdemonia (als Raster)
- 2004: Energy Reflect (als Flashbang)
- 2004: Grooveslide (als Flashbang)
- 2006: Mystique Colors
- 2007: No Hesitation
- 2008: Sunflower

### Remixe (Auswahl)
- 1997: De Bos – On the Run
- 1998: Chicane – Red Skies
- 1999: Armin van Buuren – Communication
- 2000: Ayumi Hamasaki – Fly High
- 2000: Tenth Planet – Ghosts
- 2006: Armin van Buuren – Touch Me